# Kantarellnavling
Kantarellnavling (Lichenomphalia alpina) är en lavart som först beskrevs av Max Britzelmayer, och fick sitt nu gällande namn av Redhead, Lutzoni, Moncalvo & Vilgalys 2002. Lichenomphalia alpina ingår i släktet Lichenomphalia och familjen Hygrophoraceae.  Arten är reproducerande i Sverige. Inga underarter finns listade i Catalogue of Life.
I den svenska databasen Dyntaxa används istället namnet Omphalina alpina för samma taxon.  Arten är reproducerande i Sverige.